# Byllye Avery
Byllye Avery (* 20. Oktober 1937 in Waynesville, Georgia) ist eine US-amerikanische Frauenrechtlerin und Sozialreformerin. Sie sucht mittels Selbsthilfegruppen und Interessenvertretungen eine Verbesserung der Sozialhilfe für afroamerikanische Frauen im Gesundheitssystem der Vereinigten Staaten zu erreichen.
Byllye Avery studierte Psychologie am Talladega College (B.A. 1959) und Sonderpädagogik an der University of Florida (M.A. 1969) und war als Lehrerin tätig. Der plötzliche Tod ihres Ehemannes im Alter von 33 Jahren lenkte ihr Interesse auf die Gesundheitsversorgung der Afroamerikaner. Im Jahr 1974 war sie Mitgründerin des Gainesville Women’s Health Center, dessen Leitung sie später übernahm. Sie initiierte Selbsthilfegruppen und gründete 1983 das National Black Women’s Health Project. Sie leitete diese Interessenvertretung bis 1990. Im Jahr 2002 gründete sie das Avery Institute for Social Change in New York City.
1989 wurde sie mit einer MacArthur Fellowship ausgezeichnet, 1994 mit dem Gustav O. Lienhard Award for Advancement of Health Care des Institute of Medicine. 2008 erhielt sie den Ruth Bader Ginsburg Award.
| Personendaten    | Personendaten                                          |
| ---------------- | ------------------------------------------------------ |
| NAME             | Avery, Byllye                                          |
| ALTERNATIVNAMEN  | Avery, Byllye Yvonne                                   |
| KURZBESCHREIBUNG | US-amerikanische Frauenrechtlerin und Sozialreformerin |
| GEBURTSDATUM     | 20. Oktober 1937                                       |
| GEBURTSORT       | Waynesville, Georgia                                   |